# Carabodes quadrangulus
Carabodes quadrangulus är en kvalsterart som beskrevs av Bernini 1979. Carabodes quadrangulus ingår i släktet Carabodes och familjen Carabodidae. Inga underarter finns listade.